# هولزبورگ
هولزبورگ (به آلمانی: Hülseburg) یک شهر در آلمان است که در لودویگسلوست-پارشیم واقع شده‌است. هولزبورگ ۱۶۸ نفر جمعیت دارد.